# Abdel Majid Naji
Abdel Majid Naji (Aubenas, 9 febbraio 1989) è un ex cestista francese con cittadinanza marocchina.

## Carriera
Con il Marocco ha disputato i Campionati africani del 2009.